# Stangviks kommun
Stangviks kommun (norska: Stangvik kommune) var en kommun i Møre og Romsdal fylke i västra Norge. Byn Stangvik utgjorde kommunens centralort.

## Administrativ historik
Stangviks kommun upprättades den 1 januari 1838 (som Stangvig formannskapsdistrikt) när Formannskapslovene från 1837 trädde i kraft. Kommunen omfattade då de nordliga och västliga delarna av nuvarande Surnadals kommun, den nordligaste delen av nuvarande Sunndals kommun samt ett mindre område i den sydöstra delen av nuvarande Tingvolls kommun.
Mellan 1874 och 1897 genomfördes ett antal gränsregleringar med grannkommuner:
- 1 januari 1874: bebott område (61 invånare) till Tingvolls kommun
- 1 januari 1877: bebott område (50 invånare) till Surnadals kommun
- 1 januari 1879: bebott område (83 invånare) från Surnadals kommun
- 1 januari 1879: bebott område (260 invånare) från Halsa kommun
- 1 januari 1886: bebott område (gården Møklegjerdet med 29 invånare) till Surnadals kommun
- 1 januari 1897: bebott område (gården Sjøflot med 27 invånare) till Surnadals kommun

Den 1 maj 1895 bröts Åsskards kommun (Åsgårds kommun) ut ur kommunen som då minskade från 2 983 invånare före delningen till 2 354 invånare efter. Den återstående delen omfattade ett område i den västra delen av nuvarande Surnadals kommun, den nordligaste delen av nuvarande Sunndals kommun samt ett mindre område i den sydöstra delen av nuvarande Tingvolls kommun.
Den 1 januari 1965 upplöstes kommunen och delades i tre. Huvuddelen (med 1 386 invånare) fördes, tillsammans med Åsskards kommun, till Surnadals kommun) medan Ålvundfjords krets (med 508 invånare) fördes till Sunndals kommun samtidigt som Åsprong-Sandnes (med 26 invånare) fördes till Tingvolls kommun. Kommunen hade vid delningen totalt 1 920 invånare.